# San Lucas Sacatepéquez
San Lucas Sacatepéquez è un comune del Guatemala facente parte del dipartimento di Sacatepéquez.
L'abitato venne fondato dai conquistadores spagnoli nella prima metà del XVI secolo.